# Порту-Мониш (район)
Порту-Мониш (порт. Porto Moniz) — район (фрегезия) в Португалии, входит в округ Мадейра. Расположен на острове Мадейра. Является составной частью муниципалитета Порту-Мониш. Население составляет 1700 человек на 2001 год. Занимает площадь 21км².